# Lucius Æmilius Mamercinus Privernas
Pour les articles homonymes, voir Aemilius Mamercinus.
Lucius Aemilius Mamercinus Privernas est un homme politique de la République romaine du IVe siècle av. J.-C., deux fois consul et deux fois dictateur.

## Famille
Il est membre des Aemilii Mamercini, branche de l'illustre gens patricienne des Aemilii. Il doit son cognomen à son rôle dans le conflit qui oppose Rome à la cité de Privernum.

## Biographie

### Maître de cavalerie (342)
Durant l'hiver 343-342, les troupes romaines stationnées à Capoue projettent de se mutiner et d'enlever la ville aux Campaniens. La conspiration est éventée par les consuls de 342 av. J.-C. qui profitent de la saison de campagne pour renvoyer et disperser les soldats concernés. Dans la crainte de représailles, les soldats démobilisés se regroupent et se retranchent sur les pentes du mont Albain. Ils désignent contre son gré Titus Quinctius comme général et marchent vers Rome.
Le Sénat désigne Marcus Valerius Corvus comme dictateur pour résoudre cette crise. Il prend Lucius Aemilius Mamercinus comme maître de cavalerie. Alors que les soldats mutinés s'approchent de Rome, Corvus et Mamercinus se portent à leur rencontre à la tête d'une armée mais fort de sa popularité auprès des soldats, le dictateur tente d'abord de négocier avec les rebelles afin de trouver une issue diplomatique à cette crise interne. Tite-Live prête à Corvus un discours d'apaisement et de réconciliation. Le dictateur obtient du Sénat que les soldats mutinés soient amnistiés,.
L'identification du maître de cavalerie avec Lucius Aemilius Mamercinus Privernas n'est toutefois pas certaine. De plus, selon d'autres annalistes que Tite-Live, les mesures attribuées au dictateur auraient en fait été prises par les consuls eux-mêmes sans qu'il ait été nécessaire de nommer un dictateur.

### Premier consulat (341)
Lors de son premier consulat en 341 av. J.-C., il opère dans le Samnium et reçoit des ambassadeurs samnites qui implorent la paix. Après que le Sénat romain a accepté les conditions de paix, il quitte le Samnium, ayant obtenu pour ses troupes un an de solde et trois mois d’approvisionnement, livré par les Samnites

### Première dictature (335)
En 335 av. J.-C., les consuls Marcus Atilius Regulus Calenus et Marcus Valerius Corvus qui doivent partir en guerre le nomment dictateur, afin qu’il réunisse à Rome les comices centuriates et assure l’élection des consuls de l’année suivante.

### Second consulat (329)
Lors de son second consulat en 329 av. J.-C., il doit faire face dès son entrée en fonction en juillet à la menace d’un raid mené par les Gaulois. Il lève une armée en mobilisant jusqu’aux artisans de Rome. Après quelques jours d’inquiétude, la menace s’éloigne. Lucius Aemilius joint donc ses troupes à celles de son collègue Caius Plautius Decianus qui assiège la cité de Privernum, proche du pays samnite. Les Privernates offrent leur soumission, leur chef de guerre Vitruvius Vaccus est exécuté. D'après un dialogue restitué par Tite-Live, Lucius Aemilius joue les modérateurs dans les négociations entre le Sénat romain et les délégués de Privernum, si bien que Privernum obtient une paix équilibrée et le droit de cité.

### Interrègne (326)
En 326 av. J.-C., le dictateur Marcus Claudius Marcellus n’a pas pu réunir les comices centuriates pour l’élection des consuls. Il faut recourir aux interrois, Lucius Aemilius, quatorzième interroi de cette série, procède aux élections.

### Seconde dictature (316)
En 316 av. J.-C., il est nommé dictateur par les consuls en fin d’exercice et reprend la guerre contre les Samnites en partant assiéger Saticula. Il tient face à une armée de secours samnite qui tente de débloquer la cité tandis que les assiégés effectuent une sortie. Il parvient à repousser l’armée de secours et poursuit le siège, sans toutefois prendre la ville.